# Ořechov (Žďár nad Sázavou)
Ořechov (in tedesco Orzechow) è un comune ceco situato nel distretto di Žďár nad Sázavou, nella regione di Vysočina.